# Dasychira jankowskii
Dasychira jankowskii är en fjärilsart som beskrevs av Charles Oberthür 1884. Dasychira jankowskii ingår i släktet Dasychira och familjen tofsspinnare. Inga underarter finns listade i Catalogue of Life.